# Csányi Márton (producer)
Csányi Márton (Vác, 1990. március 12. –) magyar producer. 
Tanulmányait a Pázmány Péter Katolikus Egyetemen, a Színház és Film Intézetben és a Werk Film Akadémián végezte.
Nevéhez fűződik a Médiatérkép, az Y diagnózis, a Holnap tali, a Mintaapák, a Doktor Balaton és a Pepe c. sorozatok.